# Палацова площа (Берлін)
Палацова площа, Шлоссплац (нім. Schloßplatz) — площа Берліна, розташована на острові Шпрееінзель в районі Мітте в безпосередній близькості від Музейного острова. 
Розміри приблизно 225 м на 175 м, довга сторона орієнтована на вісь приблизно SW-NE, північно-східною межею є Палацовий міст, що переходить у вулицю Унтер-ден-Лінден та веде на захід до Бранденбурзьких воріт.
Від того ж кута Карл-Лібкнехт-штрасе прямує на північний схід уздовж площі та далі до Александерплац. 

## Історія
Своєю назвою площа зобов'язана Міському палацу, що стояв на цьому місці, руїни якого були підірвані в 1950. У ті часи сама Палацова площа перебувала з південно-східного боку палацу, біля самого краю нинішньої площі.
В 1891 за проектом скульптора Рейнгольда Бегаса на площі був зведений фонтан «Нептун».
Після знесення Міського палацу комуністами в 1951, збільшена в розмірах площа була перейменована на площу Карла Маркса та Фрідріах Енгельса. За часів НДР на площі знаходилася стоянка для автомобілів, іноді вона використовувалася для проведення великих демонстрацій.
В 1976 на половині площі було споруджено Палац Республіки. 
Його знесення було завершено у 2008 році
Після завершення робіт по його знесенню, на місці Палацу Республіки тимчасово розбитий газон. 
Після 1989 на площі проводилися розкопки, частина фундаменту палацу досі доступна огляду. 
Своє колишнє ім'я площа отримала в 1994. 
Тимчасовий виставковий центр «Temporäre Kunsthalle Berlin» був побудований на західній стороні площі і наступні два роки проводив низку виставок сучасного мистецтва.
У 2012 — 2020 роках палац було відбудовано з трьома копіями фасадів на півночі, заході та півдні, копією внутрішнього двору та сучасним інтер’єром і східним фасадом. 
Тут розміщено конференц-центр і кілька музейних колекцій Форуму Гумбольдта, що відкрито онлайн 16 грудня 2020 року.
У південно-східній частині площі знаходиться колишня будівля Державної ради НДР, побудована за часів НДР. В її фасад включений четвертий портал Міського палацу, з балкона якого 9 листопада 1918 Карл Лібкнехт проголосив в Німеччині соціалістичну республіку.

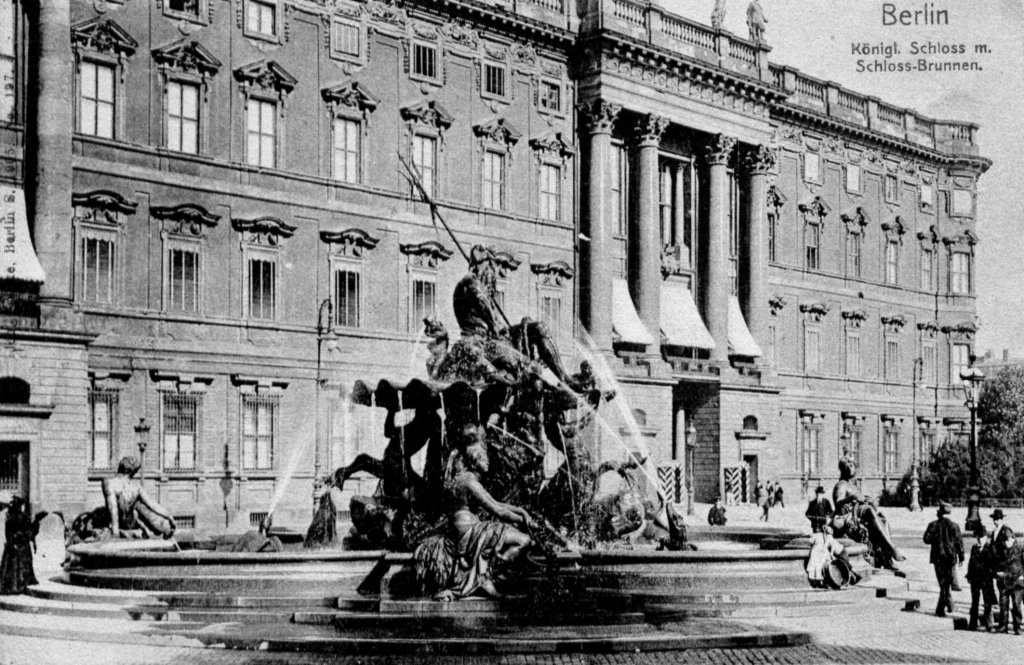
Палацова площа з фонтаном Нептуна, 1905
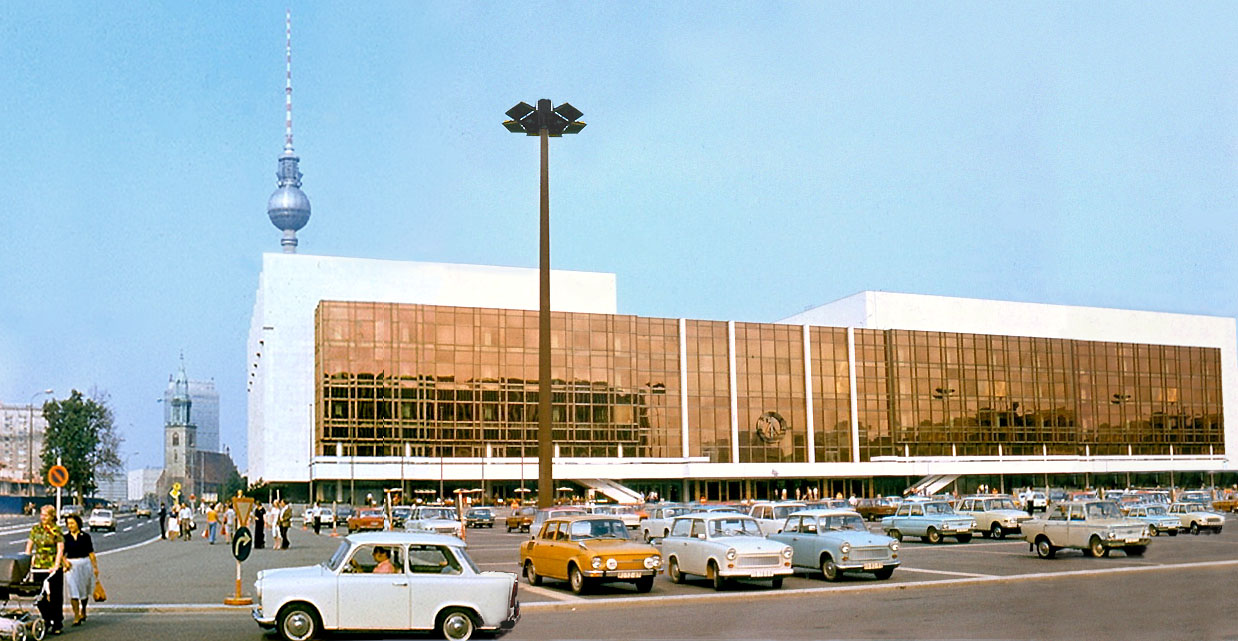
Палац Республіки, на задньому плані - берлінська телевежа, 1977
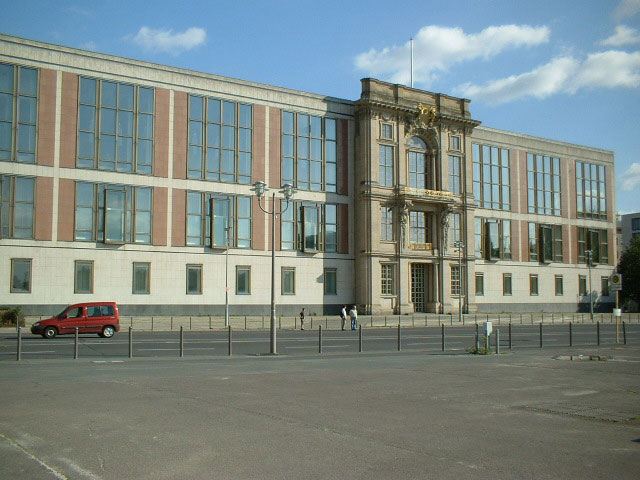
Колишня будівля Державної ради НДР з порталом Міського палацу